# 红眼树蛙
红眼树蛙（學名：Agalychnis callidryas），树蛙的一种。生活在哥斯达黎加、中美洲和南美洲的热带雨林中。是一种非常罕见的蛙。

## 形態描述
红眼睛的树青蛙是中等大小树青蛙，到达50-75毫米的长度周围覆盖这树皮和地皮图案一样的保护色。它的背部表面是变化的绿色，并且它的腹表面是白色的。最特殊的要算它那大大的突出的橙色眼睛了。青蛙的边是紫色或蓝色的，并有着白色条纹的橙色脚趾。这使它们在以岩石和树木为背景的雨林中和背景“合为一体”。

## 繁殖
雌性的红眼树蛙会把受精卵產在水池上方的葉子底部，因此蝌蚪一孵化就會掉入下方的水中。

## 饮食和行为
红眼树蛙是技艺超高的高空工作者，在它们脚趾的末端可分泌一种特殊的黏液的吸盘。借助这种特有的吸盘它们可以在光滑的表面自由的行走，特殊的喉腺和腹腺也可以分泌这种黏液，这对它们的不湿很有好处。它们吃苍蝇、飞蛾、蚂蚱、蟋蟀和其它小青蛙。

## 连接
- 檀香山动物园: 红眼的树蛙